# Curling nos Jogos Olímpicos de Inverno de 2006
As competições de curling nos Jogos Olímpicos de Inverno de 2006 foram disputadas entre 13 e 24 de fevereiro em Turim, na Itália. O curling é dividido em dois eventos: equipes masculinas e equipes femininas. As competições foram realizados em Pinerolo.

## Calendário
| Fevereiro | 10 | 11 | 12 | 13 | 14 | 15 | 16 | 17 | 18 | 19 | 20 | 21 | 22 | 23 | 24 | 25 | 26 |
| --------- | -- | -- | -- | -- | -- | -- | -- | -- | -- | -- | -- | -- | -- | -- | -- | -- | -- |
| Curling   |    |    |    |    |    |    |    |    |    |    |    |    |    |    | 1  | 1  |    |

|  | Dia de competição |  | Dia de final |  | Exibição de gala |

## Eventos
- Equipes femininas
- Equipes masculinas

## Medalhistas
| Evento             | Ouro                                                                          | Prata                                                                                       | Bronze                                                                               |
| ------------------ | ----------------------------------------------------------------------------- | ------------------------------------------------------------------------------------------- | ------------------------------------------------------------------------------------ |
| Feminino detalhes  | Anette Norberg Eva Lund Cathrine Lindahl Anna Svärd Ulrika Bergman SWE Suécia | Mirjam Ott Binia Beeli Manuela Kormann Michèle Moser Valeria Spälty SUI Suíça               | Shannon Kleibrink Amy Nixon Glenys Bakker Christine Keshen Sandra Jenkins CAN Canadá |
| Masculino detalhes | Brad Gushue Mark Nichols Russ Howard Jamie Korab Mike Adam CAN Canadá         | Markku Uusipaavalniemi Wille Mäkelä Kalle Kiiskinen Teemu Salo Jani Sullanmaa FIN Finlândia | Pete Fenson Shawn Rojeski Joseph Polo John Shuster Scott Baird USA Estados Unidos    |

## Quadro de medalhas
| Ordem | País               | Medalha de ouro | Medalha de prata | Medalha de bronze |   | Ordem por total |
| ----- | ------------------ | --------------- | ---------------- | ----------------- | - | --------------- |
| 1     | CAN Canadá         | 1               |                  | 1                 | 2 | 1               |
| 2     | SWE Suécia         | 1               |                  |                   | 1 | 2               |
| 3     | FIN Finlândia      |                 | 1                |                   | 1 | 2               |
| 3     | SUI Suíça          |                 | 1                |                   | 1 | 2               |
| 5     | USA Estados Unidos |                 |                  | 1                 | 1 | 2               |
| TOTAL | TOTAL              | 2               | 2                | 2                 | 6 | —               |